# Горње Крчевине
Горње Крчевине је насељено место у Босни и Херцеговини у општини Травник. Административно припада Федерацији Босне и Херцеговине, односно њеном Средњобосанском кантону. Према попису становништва из 2013. у насељу је било 597 становника, а већинску популацију чинили су Бошњаци.

## Становништво
По последњем службеном попису становништва из 2013. године у овом насељу живело је 597 становника, а село је било етнички хомогено са већинском бошњачком  популацијом.
| Националност | 2013. | 1991.        | 1981.        | 1971.        |
| Бошњаци      | —     | 676 (89,06%) | 596 (85,63%) | 369 (91,34%) |
| Хрвати       | —     | 15 (1,97%)   | 30 (4,31%)   | 0            |
| Срби         | —     | 42 (5,53%)   | 35 (5,03%)   | 33 (8,17%)   |
| Југословени  | —     | 18 (2,37%)   | 31 (4,45%)   | 1 (0,25%)    |
| Црногорци    | —     | 0            | 2 (0,28%)    | 0            |
| остали       | —     | 8 (1,05%)    | 2 (0,28%)    | 1 (0,25%)    |
| Укупно       | 597   | 759          | 696          | 404          |